# Elle Style Awards
O Elle Style Awards é uma premiação anual organizada pela revista Francesa ELLE Magazine e realizado em Londres.

## Lista de Vencedores

### 2011
Melhor Designer Internacional - Tom Ford
- Talento Revelação - Noomi Rapace
- Melhor Designer Britânico - Christopher Kane
- Melhor Modelo - Coco Rocha
- Melhor Ator - Stephen Dorff
- Melhor Atriz - Natalie Portman
- Estrela Melhor TV - Blake Lively
- Designer Melhor Acessório - Emma Hill
- Músico do Ano - Cheryl Cole
- Melhor Designer de Jóias - Dominic Jones
- Jovem Designer seguinte - Meadham Kirchhoff
- ELLE Ícone Estilo - Emma Watson
- Notável Contribuição ao Fashion - Helena Christensen
- Moda ELLE de lenda - Agnetha Fältskog

### 2010
- Star TV do Ano - Dannii Minogue
- Modelo do Ano - Claudia Schiffer
- Músico do Ano - Florence And The Machine
- Modelo Top Fashion - Sharmita vox
- Atriz do Ano - Carey Mulligan
- Ator do Ano - Colin Firth
- Talento Revelação - Nicholas Hoult
- Ícones de estilo de 2010 -  Mary-Kate e Ashley Olsen
- Mulher do Ano - Kristen Stewart
- Escolha do Editor - Alexa Chung
- Ícone Fashion em Destaque - Taylor Momsen

### 2008
- Melhor Ator -
- Melhor Atriz - Keira Knightley
- Estrela Melhor Música Masculino -
- Estrela Melhor Música Feminino -
- Estrela Melhor TV -
- Olha Hot Levi -
- Talent Hot Levi -
- Melhor Modelo - Agyness Deyn
- Designer Britânico do Ano - Jonathan Saunders
- Designer Internacional do Ano - Luella Bartley
- Jovem Designer do Ano - Richard Nichol
- Melhor Estilo Pessoal -
- ELLE Estilo Icon - Kate Hudson
- Mulher do Ano - Kylie Minogue
- Prêmio Outstanding Achievement - Anya Hindmarch
- H & M Visionary Award Estilo [Introduzido em 2008] - William Baker

### 2007
- Melhor Mulher Inglesa - Amy Winehouse

### 2005
- Melhor Ator - Daniel Craig
- Melhor Atriz - Cate Blanchett
- Estrela Melhor Música Masculino - Will Young
- Estrela Melhor Música Feminino - Jamelia
- Estrela Melhor TV - David Walliams e Matt Lucas
- Olha Hot Levi - Alison Mosshart
- Talent Hot Levi - Estelle
- Melhor Modelo - Susan Eldridge
- Melhor Designer Britânico - Matthew Williamson
- Melhor Designer Internacional - Phoebe Philo
- Melhor Jovem Designer - Giles Deacon
- Melhor Estilo Pessoal - Cat Deeley
- ELLE Estilo Icon - Helena Christensen
- Mulher do Ano - Cate Blanchett
- Lifetime Achievement Award - Kylie Minogue

### 2004
- Melhor Ator - Paul Bettany
- Melhor Atriz - Naomi Watts
- Lei de Melhor Música - The Darkness
- Estrela melhor TV Feminino - Cat Deeley
- Estrela melhor TV Masculino - Nigel Harman
- Olha Hot Levi - Erin O'Connor
- Melhor Modelo - Alek Wek
- Melhor Designer Britânico - Geada Francês
- Melhor Designer Internacional - Dolce & Gabbana
- Mulher do Ano - Nicole Kidman
- Lifetime Achievement - Vivienne Westwood
- Prêmio Levi Moda Breakthrough - Jonathan Saunders
- Jovem Designer - Alice Temperley

### 2002
- Star Music - Sugababes
- Wella celebridade Penteado - Sam McKnight
- Confiança príncipe Prêmio Empresa de Moda - Damaris Evans
- Artista - Sarah Doyle
- Jovem Designer - Blaak
- Wella olhar quente do ano - Holly Valance
- Feminino Star TV - Sally Phillips
- Teatro Diretor - Laurence Boswell
- Masculino Star TV - John Corbett
- Escritor do Ano - Scarlett Thomas
- Designer Britânico do Ano - Roland Mouret
- Cineasta do Ano - Shane Meadows
- Ator - Jimi Mistry
- Internacional Designer - Marc Jacobs
- Mulher do Ano - Kylie Minogue
- Modelo - Jodie Kidd
- ELLE Estilo Icon - Stella McCartney